# Пибимпап
Пибимпап, пибимпаб, пибимппап, бибимбаб, бибимбап или пибимбап (кор. 비빔밥) — одно из популярнейших блюд традиционной корейской кухни.
Пибимпап обычно сервируется в фарфоровой, медной, каменной, редко пластиковой или керамической глубокой посуде (кор. 돌솥, «тольсот» — каменный горшочек). Блюдо состоит из отварного белого риса, покрытого овощным салатом намуль, пасты из острого перца кочхуджан, сырого яйца или яичницы и тонко нарезанных кусочков мяса (обычно говядины).
Ингредиенты (рис, салаты из овощей, мясо и яйцо) перемешиваются непосредственно перед принятием пищи. Блюдо может быть подано как в холодном, так и горячем виде. Овощи, используемые для пибимпапа, представляют собой жюльен. Чаще всего это — огурцы, цукини, дайкон, грибы, корни ширококолокольчика, шпинат, ростки соевых бобов, папоротник, листья салата, и т. д. Говядина может быть заменена курицей или морепродуктами, иногда с добавлением тофу (кор. 두부, тубу; среди корейцев, проживающих на территории СНГ, закрепилось название «туби», в русской литературе широко используется название «соевый творог» или «тофу»). Рис украшают овощами, располагая их по цветовому признаку (цвета должны дополнять друг друга и создавать композицию, возбуждающую аппетит), а яйцо кладут в центр блюда, покрывая мясо.

## Этимология названия и история
Слово состоит из двух частей: 비빔 (пибим) переводится как «смесь из разных составляющих», 밥 (пап) — приготовленный рис, то есть название дословно переводится как «смесь из риса и других продуктов».
Пибимпап на корейском также может называться пубимпап (кор. 부빔밥).
Пибимпап впервые упомянут в Сиичонсо (кор. 시의전서) — кулинарной книге неизвестного автора, отнесённой к концу XIX века. В ней блюдо представлено под названием «пубимппап» (кор. 부븸밥).

## Разновидности блюда
Пибимпап имеет массу разновидностей и отличается лишь по составу овощной смеси (намуль), которая зависит от времени года и провинции. Один из самых известных вариантов пибимпапа — чонджу Пибимпап (по названию Чонджу (кор. 전주시), столицы провинции Чолла-Пукто, Южная Корея), содержащий очень много овощей. Считается, что это блюдо подавалось даже на королевский стол.
«Тольсот Пибимпап» подаётся в очень горячем каменном глубоком блюде (горшочке), в котором сырое яйцо зажаривается в процессе смешивания благодаря соприкосновению со стенками горшочка. Температура горшочка обычно такая, что блюдо остаётся горячим на протяжении всего процесса принятия пищи, а яйцо приходит в готовность за считанные минуты. До того, как положить рис в горшочек, дно предварительно покрывается слоем кунжутного масла, что делает рис, касающийся дна горшочка, хрустящим и придаёт ему приятный золотистый цвет.
Одним из вариантов пибимппаба является хведоппап (кор. 회덮밥), который подают с сырой рыбой: тунцом, лососем и т. д. Термин (кор. 회, «хве/хе») означает «сырая рыба» (среди корё-сарам существуют различные блюда, использующие не только рыбу, но и различные другие продукты с тем же определением: например «кади-хе» — салат из бланшированного баклажана). Хведоппап очень популярен на корейских побережьях.